# Golfe de Patras

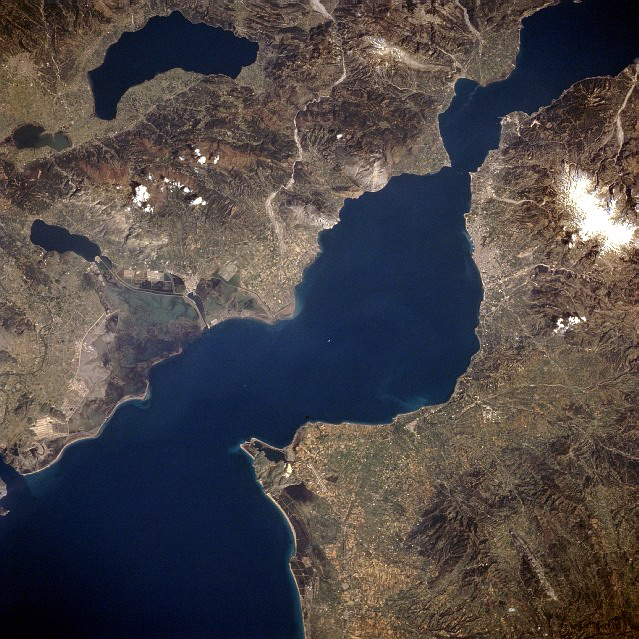
Vue satellite du Golfe de Patras en mars 1994

Le golfe de Patras (en grec moderne : Πατραϊκός Κόλπος, Patraïkós Kólpos) est une branche de la mer Ionienne en Grèce. Il est fermé à l’est par le détroit de Rion (pl), parfois appelé Petites Dardanelles, qui le relie au golfe de Corinthe et qui sépare les villes de Rion et Antirion, reliées depuis 2004 par le pont Rion-Antirion.  Le golfe se termine entre 40 et 50 km à l'ouest, il est alors large d'une vingtaine de kilomètres et sépare l'île d'Oxía du cap Áraxos.
Le port de Patras se trouve au sud-est et est le seul grand port du golfe. Il sert aux ferries à destination ou en provenance d'Ancône et Brindisi en Italie mais aussi Céphalonie et Missolonghi.
L'érosion côtière du golfe de Patras fait l'objet d'une identification et d'une surveillance  via une approche pluridisciplinaire
.

## Un lieu stratégique
Le golfe de Patras est à plusieurs reprises le théâtre de batailles navales, dont 
- en 429 av J.-C., la bataille de Patras, entre les Athéniens et les Corinthiens, dans le cadre de la Guerre du Péloponnèse.

- en 1499, la bataille de Zonchio (en), également appelée  bataille de Sapienza[3] ou première bataille de Lépante : elle oppose la république de Venise à l'empire ottoman.
- en 1571, la célèbre bataille de Lépante où la Sainte Ligue vainc les armées ottomanes.
- en 1772, la bataille de Patras (1772) qui oppose l'empire russe aux Ottomans.

## Liste incomplète de localités du golfe de Patras
- Patras, plus grande ville du golfe et 3e agglomération grecque
- Missolonghi
- Rion
- Antirion
- Paralía
- Monodéndri
- Roítika (en)
- Tsoukaléika
- Alissós
- Káto Achaḯa
- Ioniki Akti
- Mavry Myti